# Дергачов Анатолій Юрійович
Анатолій Юрійович Дергачов (рос. Анатолий Юрьевич Дергачёв; 1 січня 1947 — 29 квітня 2018) — радянський і російський композитор.

## Біографічні відомості
Народився 1 січня 1947 року у Магдебурзі[джерело?] (за іншими даними — у Харкові). Мати — Дергачова Галина Іллівна, актриса драмтеатру Харкова, згодом — режисер та головний редактор Харківської студії телебачення.
Навчався у середніх школах № 4 і № 17 м. Харкова. У віці 27 років, після закінчення фізфаку та економічного факультету університету, вступив до Харківського національного університету мистецтв імені Івана Котляревського (колишньої Харківської консерваторії).
Автор трьох опер (зокрема, опери-сюїти «Казка про попа і наймита його Балду» (О. Пушкіна), опери «На дні» (Максима Горького), балету, інструментальних п'єс, музики до спектаклів, телесеріалів і кінофільмів (зокрема, до ряду українських кінокартин: «Малявкін і компанія», «Літо на пам'ять» (1987), «Холодний березень» (1987), «Перший поверх» (1990), «Джокер» (1991), «Людина К.» (1992), «Другий» («Інший») (1993), «Вісь»/Axis (2010, к/м); картина брала участь в конкурсі короткометражних фільмів на Kyiv International Film Festival-2011).
У кінематографі плідно співпрацював з відомими уродженцями Харкова — режисерами Юрієм Кузьменком та Ігорем Мінаєвим.
Від 1979 року мешкав в Санкт-Петербурзі.
Пішов з життя 29 квітня 2018 року.

## Фільмографія
- «Малявкін і компанія» (1986, т/ф, 2 с, Одеська кіностудія, реж. Ю. Кузьменко)
- «Літо на пам'ять» (1987, Одеська кіностудія, реж. Ю. Кузьменко)
- «Холодний березень» (1987, Одеська кіностудія, реж. І. Мінаєв)
- «Перший поверх» (1990, Одеська кіностудія, реж. І. Мінаєв)
- «Джокер» (1991, студія «Флора», реж. Ю. Кузьменко)
- «Підземний храм комунізму» (1991, док. фільм про Московський метрополітен 1930—1950-х рр., France 3 i AST Productions, Франція, реж. І. Мінаєв)
- «Впізнання» (1991, реж. М. Кочегаров)
- «Людина К» (1992, Україна, ТВО «Одеса», реж. Сергій Рахманін)
- «Другий» («Інший») (1993, Україна, ТВО «Одіссей», реж. Сергій Рахманін)
- «Повінь»/L'inondation (1993, Росія—Франція, реж. І. Мінаєв)
- «Місячні галявини» (2002, Росія—Франція, реж. І. Мінаєв)
- «Пригоди мага» (2002, т/c, реж. Ю. Кузьменко)
- «Бажана» (2003, т/c, реж. Ю. Кузьменко)
- «Херувим» (2005, т/c, реж. Микола Гейко і Дмитро Воронков)
- «Полювання на генія» (2006, т/c, реж. Ю. Кузьменко)
- «Пізанська вежа» (2008, реж. Ю. Кузьменко)
- «Політ фантазії» (2008, реж. Ю. Кузьменко)
- «Ніч закритих дверей» (2008, реж. Ю. Кузьменко)
- «Лігво Змія» (2009, т/c, реж. Ю. Кузьменко)
- «Вісь»/Axis (2010, к/м, Україна, реж. Борис Шустерман)